# Queen Sono
Queen Sono ist eine südafrikanische Krimi-Action-Fernsehserie die im Auftrag von Netflix produziert und deren erste Staffel als Netflix Original am 28. Februar 2020 veröffentlicht wurde, Ende April 2020 kündigte Netflix an eine zweite Staffel produzieren zu lassen, Ende November 2020 wurde bekannt, dass die Produktion aufgrund der COVID-19-Pandemie eingestellt wurde und keine zweite Staffel erscheinen wird. Die Serie ist die erste afrikanische Netflixeigenproduktion.

## Handlung
Im Mittelpunkt der Serie steht die Geheimagentin Queen Sono, Tochter von Safiya Sono, einer Kämpferin gegen die Apartheid die 25 Jahre zuvor ermordet wurde. Als Agentin der südafrikanischen Special Operations Group hat Queen Sono die Aufgabe einer Terrororganisation auszuspionieren. Die Hinweise dazu führen sie zu einer Sicherheitsfirma, deren Vorsitzender ein russischer Oligarch ist. Schnell stellt sich heraus, dass nicht der Oligarch, sondern seine Tochter Ekatarina die Fäden in der Hand hat und die dubiose Geschäfte auf dem afrikanischen Kontinent vorantreibt. Während des Kampfs gegen die Geschäfte von Ekatarina versucht Sono herauszufinden wer ihre Mutter getötet hat und muss dann herausfinden, dass die Organisation für die sie arbeitet bereits zur Zeit der Apartheid existierte und eigentlich mit Ende der Apartheid hätte aufgelöst werden müssen. Damit schwindet auch ihr Vertrauen in den eigenen Arbeitgeber.

## Hintergrund
Queen Sono ist das erste ausschließlich auf dem afrikanischen Kontinent produzierte und gedrehte Netflix Original, alle Rollen sind mit afrikanischen Schauspielern besetzt. Gedreht wurde die erste Staffel von Juni bis August 2019 an 37 Orten in Afrika, darunter in Südafrika in Sandton und Johannesburg mit dem Township Soweto, in Nigeria in Lagos, in Tansania in der Stadt Sansibar, in Simbabwe in Harare und in Nairobi, der Hauptstadt Kenias.
Hinter der Serie steht der Stand-Up-Comedian Kakis Ladoga, der mit der Hauptdarstellerin Pearl Thusi bereits in der Netflixproduktion Catching Feelings zusammenarbeitete.

## Besetzung und Synchronisation
Die deutschsprachige Synchronisation entstand nach dem Dialogbuch von Thomas Maria Lehmann und unter der Dialogregie von Torsten Sense für RRP Media in Berlin.
| Rolle                  | Darsteller        | Synchronsprecher   |
| ---------------------- | ----------------- | ------------------ |
| Queen Sono             | Pearl Thusi       | Anke Reitzenstein  |
| Dr. Sidwell Isaacs     | Sechaba Morojele  | Wolfgang Müller    |
| Frederique Kazadi      | Loyiso Madinga    | Julian Tennstedt   |
| Ma-Zet                 | Abigail Kubeka    | Katharina Lopinski |
| Miri Dube              | Chi Mhende        | Dela Dabulamanzi   |
| Nana                   | Connie Chiume     | Almut Zydra        |
| Nova                   | Enhle Maphumulo   | Esra Vural         |
| Shandu Johnson Magwaza | Vuyo Dabula       | Jerry Kwarteng     |
| Viljoen                | Rub Van Vuuren    | Tim Moeseritz      |
| William Chakela        | Khathu Ramabulana | Lasse Dreyer       |

## Episodenliste

### Staffel 1
| Nr. (ges.) | Nr. (St.) | Deutscher Titel           | Originaltitel      | Regie         | Drehbuch                       |
| ---------- | --------- | ------------------------- | ------------------ | ------------- | ------------------------------ |
| 1          | 1         | Ich bin Queen Sono        | I Am Queen Sono    | Kagiso Lediga | Kagiso Lediga                  |
| 2          | 2         | Das kann böse enden       | Dying Is Sore      | Kagiso Lediga | Camilo Saloojee                |
| 3          | 3         | Die Werkzeuge des Teufels | The Devil’s Toys   | Tebogo Malope | Muzi Dlamini und Karabo Lediga |
| 4          | 4         | Greenhorn                 | Rookie             | Tebogo Malope | Kagiso Lediga                  |
| 5          | 5         | Zuckerwasser              | Sugar Water        | Tebogo Malope | Christopher Steenkamp          |
| 6          | 6         | Ausnahmezustand           | State of Emergency | Kagiso Lediga | Kagiso Lediga                  |

## Rezeption
Der Wertungsaggregator Rotten Tomatoes errechnete für die erste Staffel aus den Kritiken von 11 Kritikern eine Weiterempfehlungsrate von 91 Prozent und eine Durchschnittsbewertung von 7 von 10. Auf Metacritic erreichte Queen Sono eine Bewertung der Kritiker von 70 von 100 Punkten.
Oliver Armknecht von film-rezensionen.de merkt in seiner Rezension der ersten Staffel an, dass die Serie „herkömmlichen Krimiaspekte mit einem größeren Ausflug in die Geschichte und Politik Südafrikas“ mische und häufig „das neokolonialistische Verhalten der USA und Europa gegenüber Afrika“ kritisieren. Dies geschieht aus seiner Sicht zuweilen sehr plump, außerdem setze die Serie insgesamt lieber auf Tempo als auf Tiefe. Zusammenfassend hält er fest: „Im Großen und Ganzen kann man sich die Serie aber schon gut anschauen“ und zeigt sich außerdem begeistert über den Einsatz verschiedener Sprachen, was „die sehr variable Bevölkerung Südafrikas schön wiedergibt.“ Mahret Kupka stellt im Gespräch mit Deutschlandfunk Kultur fest, dass die Serie den Blick von Europäern auf Afrika weiten könne, wenn diese nämlich beispielsweise feststellen, das „Afrika moderne Städte mit U-Bahnen“ habe. Außerdem hält sie fest, dass am Anfang der Serie Actionszenen überwiegen, während die Serie zum Staffelfinale hin „immer vielschichtiger und viel komplexer“ werde. Christian Lukas von Quotenmeter kritisiert, dass die Serie im deutschsprachigen Raum von Netflix zu wenig beworben werde und Netflix sein Motto make local global mehr in die Tat umsetzen müsste. Insgesamt schreibt er, dass Queen Sono auf den ersten Blick nach Schwarz-Weiß-Malerei aussehe, bei genauerem Hinsehen gebe „es dann sehr wohl die grauen Töne.“ Insbesondere ab Folge drei „zieht der Spannungsbogen gewaltig an und gönnt sich keinerlei nennenswerte Hänger bis zum Schluss.“